# 인민당 (2024년 태국)
인민당(태국어: พรรคประชาชน 팍 쁘라차촌[*])은 2012년 8월 7일에 창당한 태국의 정당이다. 

## 역사
2021년 8월 7일에 위분 생깐짜나와닛이 틴까카오차오당(태국어: พรรคถิ่นกาขาว 팍 틴까카오[*])을 창당하였고 2016년 8월 5일에 당 대표인 위분 생깐짜나와닛이 사망하자 이틀 뒤인 7일에 당 이름을 틴까카오차오윌라이당(태국어: พรรคถิ่นกาขาวชาววิไล 팍 틴까카오 차오윌라이[*])으로 변경하였다.
2024년 8월 7일에 헌법재판소의 전진당 해산 결정에 따라 전진당의 부대표인 시리깐야 딴사꾼이 틴까카오차오윌라이당의 새로운 당 대표로 선출될 것으로 여겨졌으나  2024년 8월 8일에 당 국회의원 간의 회의를 거쳐 당 이름을 틴까카오차오윌라이당에서 인민당으로 바꾸는 데에 합의하고 당 대표로 전진당의 부사무총장이던 나타퐁 르앙빤야우티를 선출하였다.

## 지도부

### 틴까카오차오당
위분 생깐짜나와닛이 2021년 8월 7일에 당을 창당하여 2016년 8월 5일에 사망할 때까지 당 대표를 맡았다.

### 틴까카오차오윌라이당
위분 생깐짜나와닛이 사망한 뒤 2018년 11월 30일에 열린 당 대회에서 춤차다탄 한나롱이 당 대표로 선출되어 2020년 2월 28일에 사망할 때까지 당 대표를 맡았다. 그 후 춤차다탄 한나롱이 사망한 뒤 사무총장이던 쭈타맛 쁠로디가 2020년 6월 28일에 당 대표로 선출되어 2023년 3월 15일에 사임할 때까지 당 대표를 맡았고 랄리따 시리파차라난이 2023년 3월 19일부터 2024년 4월 5일까지 당 대표를 맡았다.
그 후 2024년 4월 5일부터 8월 8일까지 뚠 띤따모라가 당 대표를 맡고 쿠나논 시리파차라난이 사무총장을 맡았다.

### 인민당
2024년 8월 9일에 전진당의 부사무총장이던 나타퐁 르앙빤야우티가 당 대표로 선출되었고 같은 당의 국장이던 사라윳 짜일락은 사무총장으로 선출되었다.

## 같이 보기
- 전진당 (태국)